# تشلارس (أملش الشمالي)
تشلارس (بالفارسية: چلارس) هي قرية تقع في إيران في قسم أملش الشمالی الريفي. يقدر عدد سكانها بـ 344 نسمة بحسب إحصاء 2016.